# Pseudonicsara divitata
Pseudonicsara divitata är en insektsart som beskrevs av Sigfrid Ingrisch 2009. Pseudonicsara divitata ingår i släktet Pseudonicsara och familjen vårtbitare. Inga underarter finns listade i Catalogue of Life.